# Antifascismo no Brasil
O antifascismo é um movimento descentralizado que surgiu no Brasil durante o período entreguerras (1918-1939), a partir dos imigrantes italianos e alemães que se manifestavam contra os regimes que estavam instalados em seus países de origem, o Fascismo de Benito Mussolini na Itália e o Nazismo de Adolf Hitler na Alemanha. Um dos principais grupos que compunham o movimento Antifa da época era o Movimento dos Alemães Livres, extinto no ano de 1943.
Na década de 1930, o antifascismo se fortaleceu com a Frente Única Antifascista (FUA), em oposição ao movimento da Ação Integralista Brasileira (AIB). A FUA foi fundada em 1933 e extinta em 1934, quando trocaram a então Frente Única por uma Frente Popular, tomando uma postura mais reformista contra as forças conservadoras, processo que culminou na formação da Aliança Nacional Libertadora (ANL) em 1935, que mais tarde resultou no grupo armado contra a Ditadura Militar no Brasil Ação Libertadora Nacional (ALN).
Em 2018, o movimento antifa brasileiro ressurgiu após a ida do candidato do PSL Jair Bolsonaro ao segundo turno da eleição presidencial contra o candidato do PT Fernando Haddad. Várias organizações políticas de esquerda organizaram manifestações em todas as capitais brasileiras e em outras cidades importantes, no ato conhecido como "Ele Não". Desde então o grupo vem se posicionado contra decisões do presidente Jair Bolsonaro, de seus filhos e de aliados políticos. Em 2019, o movimento Antifa se posicionou contra as comemorações do golpe de 64, também se posicionando contra os discursos eugenistas, machistas, populistas e homofóbicos. Em 2020, um deputado do PSL propôs um projeto de lei criminalizando o movimento, tipificando-o como terrorista. Forças de segurança apoiarem o antifascismo em alguma medida, sobretudo no nordeste e em especial pelo grupo autodenominado Policiais Antifascistas (ou Policiais Antifascismo). Um dossiê entre 700 a mil pessoas, pretensamente "antifas", no funcionalismo público, foi elaborado pelo deputado Estadual Douglas Garcia provocando o pronunciamento dos deputados do Partido dos Trabalhadores, Partido Comunista do Brasil (PCdoB), Partido Socialista Brasileiro (PSB) e Partido Socialismo e Liberdade (PSOL), integrantes do Foro de São Paulo, do que chamaram de "inquisição do Governo Bolsonaro contra os servidores antifascistas".